# Swartzia myrtifolia
Swartzia myrtifolia är en ärtväxtart som beskrevs av James Edward Smith. Swartzia myrtifolia ingår i släktet Swartzia och familjen ärtväxter.

## Underarter
Arten delas in i följande underarter:
- S. m. elegans
- S. m. myrtifolia
- S. m. peruviana
- S. m. standleyi